# Germain Bazin
Germain Bazin (Suresnes, 24 settembre 1901 – Parigi, 2 maggio 1990) è stato uno storico dell'arte francese.
Conservatore al Museo del Louvre durante la Seconda guerra mondiale operò per l'evacuazione e la conservazione delle collezioni dei Musei nazionali francesi unitamente a René Huyghe, ugualmente conservatore del Louvre.

## Opere
- Memling, Pantheon Akademische Verlagsanstalt, Amsterdam/Leipzig 1939
- L'époque impressionniste, Paris, P. Tisné, 1947.
- Les grands maîtres hollandais, Paris, Fernand Nathan, 1950.
- Histoire de l'art, de la préhistoire à nos jours, Paris, Ch. Massin, 1953.
- Trésors de l'Impressionnisme au Louvre, Paris, Editions Aimery Somogy, 1958.
- Baroque et rococo, Londres, Thames & Hudson, 1964.
- Le message de l'absolu, de l'aube au crépuscule des images, Hachette, 1964
- Histoire de l'histoire de l'art, de Vasari à nos jours, Paris, A. Michel, 1986 ISBN 2226027874.